# Kang Se-jung
Kang Se-jung es una actriz surcoreana, más conocida por su nombre artístico Go Na-eun.

## Carrera
Debutó como cantante en el grupo K-pop Papaya en 2000; el grupo lanzó dos álbumes antes de su disolución en 2001. Empezó a actuar a tiempo completo en 2004, y ha participado en series como Assorted Gems (2009) y Heartless City (2013).

## Filmografía

### Series de televisión
| Año  | Título                                      | Papel                 | Red         |
| ---- | ------------------------------------------- | --------------------- | ----------- |
| 2004 | Drama City "Witch Trial"                    | Mi-young              | KBS2        |
| 2007 | Ahyeon-dong's Madam (aka Opposites Attract) | Lee Yeon-ji           | MBC         |
| 2008 | Fantastic and Strange Stories               |                       | MBC Every 1 |
| 2008 | My Life's Golden Age                        | Jin Soo-kyung         | MBC         |
| 2009 | Green Coach                                 | Hong Geum-yeon        | SBS         |
| 2009 | Assorted Gems                               | Gung Bi-chwi ("Jade") | MBC         |
| 2011 | Repair Man of My Heart                      | Yeo-kyung             | OBS         |
| 2012 | Glowing She                                 | Kim Kkot-nim          | KBS Drama   |
| 2012 | An Angel's Choice                           | Kang Yoo-ran          | MBC         |
| 2013 | Heartless City                              | Lee Kyung-mi          | jTBC        |
| 2013 | Goddess of Marriage                         | Han Se-kyung          | SBS         |
| 2014 | Jeong Do-jeon                               | Lady Min              | KBS1        |
| 2016 | God of War, Zhao Yun                        | Sun Shangxiang        | Hunan TV    |

### Cine
| Año  | Título          | Papel      |
| ---- | --------------- | ---------- |
| 2006 | 강라메다        |            |
| 2011 | Eres Mi Mascota | Kim Jin-ah |
| 2011 | 그녀의 13월     |            |

### Programa de televisión
| Año  | Programa            | Notas                                              |
| ---- | ------------------- | -------------------------------------------------- |
| 2019 | King of Mask Singer | participó como "Grilled Jumbo Shrimp" - (ep. #225) |